# Емили Марфи
Емили Марфи (рођена Емили Гован Фергусон, 14. март 1868 - 17. октобар 1933) је била канадска активисткиња за женска права, правник и аутор. 1916. године постала је прва жена судија за прекршаје у Канади и Британској империји. Она је најпознатија по својим доприносима у канадском феминизму, посебно по питању да ли су жене „особе“, у канадском закону.
Емили Марфи је позната као чланица „Славне петорке“, групе канадских активисткиња за женска права, чије су чланице биле и Хенријета Едвардс, Нели Маклунг, Луиз Макини и Ирена Парлби. Године 1927., жене су покренуле „Случај особе“, који је тврдио да жене могу бити „квалификоване особе“ способне да седе у Сенату. Врховни суд Канаде је пресудио да оне не могу седети у Сенату, међутим, по жалби Судског Комитета Британског Државног Савеза, Канадски суд, у то време, пресудио је да су жене добиле парницу.

## Детињство и младост
Емили Марфи је рођена у Кукстауну, Онтарио, као треће дете Исака и Емили Фергусон. Исак Фергусон је био успешан бизнисмен и власник имовине. Као дете, Марфијева се често придруживала старијој браћи, Тому и Говану у њиховим авантурама; њихов отац подржавао је такво понашање и често су синови и кћерке подједнако делили задужења. С обзиром на учестовање њене породице у закону и политици, није изненађујуће да је Марфијева постала једана од најутицајнијих активисткиња за женска права у Канади. Марфијева је одрасла под утицајем њеног деде, Огла Р. Гована, политичара који је основао локални огранак Наранџастог Реда (Оrange Order) 1830-e и два ујака, члана Врховног суда правде и сенатора. Њен брат је постао адвокат и још један члан Врховног суда. Чланови њене породице су били истакнути чланови Суда и она је имала користи од родитеља који су подржали своју ћерку у примању формалног академског образовања. Она је, такође, у родбинској вези са Џејмсом Робертом Гованом, који је био адвокат, судија, и сенатор. Марфијева је похађала „Бискуп Страхан“ школу, ексклузивну англиканску приватну школу за девојчице у Торонту и, преко пријатеља, упознала свог будућег супруга Артура Марфија, који је био 11 година старији ње. Венчали су се 1887., а потом су добили четири кћере: Маделајн, Евелин, Дорис и Катлин. Дорис је млада умрла од дифтерије. Након Дорисине смрти, породица је одлучила да се пресели на запад у Сван Ривер, Манитоба, 1903. године, а затим у Едмонтон, Алберта 1907. године.

## Закон о оставинском праву удовица
Док је Артур радио као англикански свештеник, Марфијева је истраживала своју нову околину и постала све више свесна сиромаштва које је постојало. Са 40 година, када су јој деца постала независна и отпочела своје самосталне животе, Марфијева је почела активно да организује женске групе у којој су изоловане домаћице моге да се састану и разговарају о идејама и планирају групне пројекте. Поред ових организација, Марфијева је почела отворено и искрено да говори о неповољним и сиромашним животним условима који су окруживали њихово друштво. Њен јак интерес за права и заштиту жена и деце се појачао када се упознала са неправедним искуством једне жене из Алберте, Канада, чији је супруг продао породичну фарму, затим ју је муж напустио и са децом оставио без крова над главом и без пребијене паре. У то време, имовински закони нису остављали жени никакво право на алиментацију. Овај случај је мотивисао Емили да створи кампању која је осигуравала имовинска права удатих жена. Уз подршку многих сеоских жена, Емили је почела да врши притисак на Владу Алберте да дозволи женама Алберте да задрже право на своју земљу. 1916. године, Марфијева је успешно убедила Албертанско законодавство да донесе Заокон о оставинском праву удовица који ће омогућити женама законска права на једну трећину имовине свог мужа. Емилина репутација, као активисткиње за женска права, је настала након њене прве политичке победе.

## Случај особе
Емилин успех у борби за Закон о оставинском праву удовица, заједно са њеним радом преко Локалног Одбора Жена и њеном подизању свести о правима жена, утицао је на њен захтев за женама судијама у женском суду. 1916. године, Марфијева је са групом жена, покушала да присуствује суђењу жена које су означене проституткама и које су ухапшене због „сумњивих" околности. Женама у публици је речено да напусте судницу због тврдње да изјаве нису биле намењене публици оба пола. Овакав исход био је неприхватљив за Марфијеву и због тога је протестовала локалном државном тужиоцу. „Ако докази нису за слушаоце оба пола", она се бунила, „онда влада мора да оформи посебан суд у којем ће председавати жене, да суде другим женама." Емилин захтев је одобрен и она је постала прва жена судија за прекршаје, за Британско Краљевство. У свом првом случају у Алберти, 1. јула 1916., прогласила је оптуженог кривим. Адвокат оптуженог довео је у питање њено право да изрекне казну, јер она није била правно лице. Локални Врховни суд одбио жалбу.
1917. године била је на челу борбе да жене буду проглашене „особама“ у Канади, и сходно томе, да буду квалификоване да буду чланови Сената. Адвокат, Ердлеј Џексон, довео је у питање њену позицију судије, јер жене нису сматране „особама“ по Британском Северно Америчком закону из 1867. Овакво схватање било је базирано на владајућем Британском англосаксонском праву из 1876. године у којем се наводи да „жене имају право на болове и казне , али не на права и привилегије.“
Марфијева је почела да ради на плану који тражи појашњење о томе како су жене посматране у Британско северно америчком закону и како могу да постану сенаторке. Да би се њено питање размотрило, било је потребно да најмање пет грађана поднесе питање као група. Она је уз помоћ четири жене из Алберте, активисткиње за људска права Нели МекКлунг, бивше чланице Удружења за модеран језик (Моder Language Association) Луиз МекКини, активисткиње за женска права Хенриете Едвардс и Ирене Парлби, 27. августа 1927. године потписала петицију Федералној влади, тражећи да Федерална влада упути Врховни суд Канаде у овај проблем. Ова петиција се састојала од два питања, али федерална влада је петицију преформулисала као једно питање, питајући Врховни суд: „Да ли реч „особа“ у члану 24 Британског северно америког закона укључује женске особе?“ Ова кампања је постала позната под називом „Случај особе“ и доспела је до Врховног суда Канаде у марту 1928. године. Суд је сматрао да жене нису квалификоване да седе у Сенату. Пет жена се онда жалило Судском комитету Крунског већа у Британији. 18. октобра 1929. године, у одлуци која се зове „Едвардсова против Канаде“, Крунско веће је прогласило да се жене сматрају „особама“ по Британском северно америчком закону и да имају право да буду чланови Сената.
Ове жене су познате као „Славна петорка“ и сматране су лидерима у образовању о социјалним реформама и женским правима. Оне су озваничиле важан преседан у Канадској историји. У дому Канадског сената, ових пет жена су биле почаствоване плакетом, на којој је писало: „За даље постојање женског рода, ових пет несвакидашњих жена пионира, су предузеле кораке које је било потребно предузети, а који су препознати од стране Крунског савета, да жене као особе испуњавају услове за именовање до стране Канадског Сената.“ Емили Марфи је, заједно са остатком „Славне петорке“, била истакнута на полеђини једне од канадских новчаница од 50 долара издатих 2004. године, као део Canadian Journey Series. У октобру 2009. године, Сенат је гласао да именује Марфијеву, и остатак петорке, првим „почасним сенаторкама“ Канаде.

## Дрога и раса
Иако су се њени ставови о раси променили током година, перспектива садржана у њеној књизи „Црна свећа“, сматра се заслужном зато што је одиграла важну улогу у распрострањивању „менталитета рата на дрогама“ који доводи до законодавства да „дефинисана зависност передставља проблем у спровођењу закона“. Серија чланака у часопису Маклин (Маclean's magazine) под њеним књижевним именом „Џејни Канук“, чини основу „Црне свеће“. Користећи анегдоте и „стручно“ мишљење, „Црна свећа“ приказује алармантну слику наркоманије у Канади, детаљно описујући њено разумевање о употреби и ефектима опијума, марихуане, кокаина и фармацеутских производа као „нове претње“. Емилина забринутост за дрогу је настала када је почела да долази у „несразмерне контакте са Кинезима“ у својој судници, јер су били најзаступљени у систему кривичног правосуђа. Као додатак професионалном искуству и њеним запажањима, Марфијевој је одобрен обилазак опијумских јазбина у Кинеској четврти Ванкувера, од стране локалних полицијских детектива. Ванкувер је тада био усред моралне панике због дроге која је била део анти-оријенталне кампање коју је изазвао Закон о Кинеским имиграција из 1923.
Њена двосмисленост поводом не-беле расе огледа се у научним расправама, али оно што није спорно је да је „Црна свећа“ написана „са циљем да изазове јавне захтеве за строжим прописима који се тичу дроге“ и да је и у томе била у извесној мери успешана. 

## Еугеника кретања
Током раних година двадесетог века, научно знање се ставља у први план друштвеног значаја. Сматрало се да је напредак у науци и технологији садржао одговоре о садашњим и будућим друштвеним проблемима. Марфијева је била међу оним људима који су сматрали да друштвени проблеми, као што су алкохолизам, дрогирање и криминал, потичу од менталних разлика. 1932. године у чланку под називом „Пренасељеност и контрола рађања“, она је изјавила: „Пренасељеност је главни проблем свих... ниједан наш проблем не може бити ублажен док се не отклони.“ Док је политика, која стоји иза Другог светског рата, наставила да се развија, Марфијева је била пацифиста и тврдила да је једини разлог рата то што нације имају потребу да се боре за земљу како би распоредили своју растућу популацију. Њен аргумент је био: ако би постојала контрола рађања, људима не би било потребно толико земље. Без константне потребе за земљом, рат би ишчезао. Њено решење ових социјалних питања била је еугеника. Марфијева је подржала селективни узгој и обавезну стерилизацију оних појединаца који су сматрани оскудним на ментално нивоу. Она је веровала да се ментално и социјално „нижи“ људи репродукују више него људи „добре“ расе и апеловала на Законодавну скупштину Алберте да присили стерилизацију. У петицији, је написала да ментално хендикепирана деца представљају „опасност за друштво и огроман трошак за државу ... наука доказује да је ментална неисправности преносив наследни поремећај.“ Писала је министру пољопривреде и здравства, Џорџу Ходлију, да две „малоумне“ жене, које су менталне пацијенткиње, већ одгајају неколико потомака. Због тога што је она пропагирала обавезну стерилизацију, хиљаде жена из Алберте су стерилисане без њиховог знања или пристанка под Законом о сексуалној стерилизацији Алберте пре његовог укидања 1972. године.

## Легат
Њен легат је оспорив јер са њеним значајаним доприносима у феминизму тежи против њених нативистичких ставова. Поред тога што је била против имиграција, она је била велики присталица Закона о сексуалној стерилизацији ментално поремећених Алберте у време када се обавезна стерилизација практиковала у неким Северно Америчким јурисдикцијама. Међутим, тврди се да су људи авангарде правили грешке, а за Марфијеву се сматра да је била производ свог времена. 
Последње давање почасти „Славној петорци“, као што је илустрација на полеђини новчанице од 50 долара, коришћено је као повод за преиспитивање Марфијевих легата. Марфијева је посебно на мети активиста за декриминализацију марихуане, као део покрета дискредитовања забране марихуане. Они тврде да су данашњи закони дроге изграђени на расистичким темељима које је поставила Емили Марфи и да је рат дрога више наудио женама него што је „Случај особе“ помогао. С друге стране, њени браниоци су брзо истакли да је она писала у време када је бели расизам био карактеристичан, а не изузетан, као и да су њени погледи били напреднији од погледа многих њених вршњака. Осим тога, њена виђења о раси или дроги ни на који начин не могу негирати њена позитивна достигнућа у унапређењу правног статуса жена. 
Кућа Емили Марфи у Едмонтону, Алберта, је на канадском списку историјских људи и места. Живела је у овом дому од 1919. па све до смрти, 1933. Сада се налази на кампусу Универзитета у Алберти.
1958. године, она је препозната као особа Националног историјског значаја од стране Канадске владе. Комеморативна плакета налази се у Емили Марфи парку, Едмонтон, Алберта. Случај „Националне особе“ је признат 1997. године као Национални историјски догађај са плакетом, на истом месту. 